# NGC 4443
NGC 4443 (другие обозначения — NGC 4461, UGC 7613, MCG 2-32-84, ZWG 70.115. VCC 1158, PGC 41111) — линзообразная или спиральная галактика с перемычкой (SB0-a) в созвездии Дева.
Галактика занесена в Новый общий каталог дважды, с обозначениями NGC 4443 и NGC 4461.
Этот объект входит в число перечисленных в оригинальной редакции «Нового общего каталога».
Галактика принадлежит к Скоплению Девы, а также составляет часть так называемой цепочки Маркаряна.